# Central Tejo
La Central Tejo fue una central termoeléctrica, propiedad de las Companhias Reunidas de Gás e Electricidade (CRGE), que abasteció de electricidad la ciudad y región de Lisboa. Está situada en el Barrio de Belém de la capital portuguesa y su periodo de actividad comprende entre 1909 y 1972, si bien a partir de 1951 era utilizada como central de reserva. A lo largo del tiempo sufrió diversas modificaciones y ampliaciones tanto en nombre, llamada primero Central da Junqueira y posteriormente Central Tejo, como en las fases constructivas y productivas.
Su cierre oficial fue en 1975 (aunque su última puesta en servicio fue en 1972) dejando, así, una resta de arqueología industrial de gran importancia para la ciudad de Lisboa. Por esta razón, fue clasificado como Imóvel de Interesse Público en 1986. Desde 1990 la Central Tejo se encuentra nuevamente abierta como un gran centro cultural conocido como Museu da Electricidade.

## Historia
Fue en 1909 cuando se construyó una primitiva fase de la Central Tejo, un conjunto de edificios que hoy ya no existe. Estuvo operativa hasta 1921, fue diseñada bajo proyecto del ingeniero Lucien Neu y la construcción fue a cargo de la firma Viellard & Touzet (este último, uno de los discípulos de Eiffel).
Durante años fue aumentando de maquinaria para mejorar la potencia y, en 1912, momento en que se encuentra todo el equipamiento instalado, la central disponía de quince pequeñas calderas Belleville y cinco grupos generadores con una potencia de 7,75 MW. Desde 1916 hasta ser desactivada en 1921, recibió vapor de las nuevas calderas instaladas en el edificio actual de baja presión siendo desactivada, desmantelada y usada como almacenes y talleres a partir de esa fecha y hasta 1938, momento que fue demolida para la construcción del edificio de calderas de alta presión.

### Fase de Baja presión

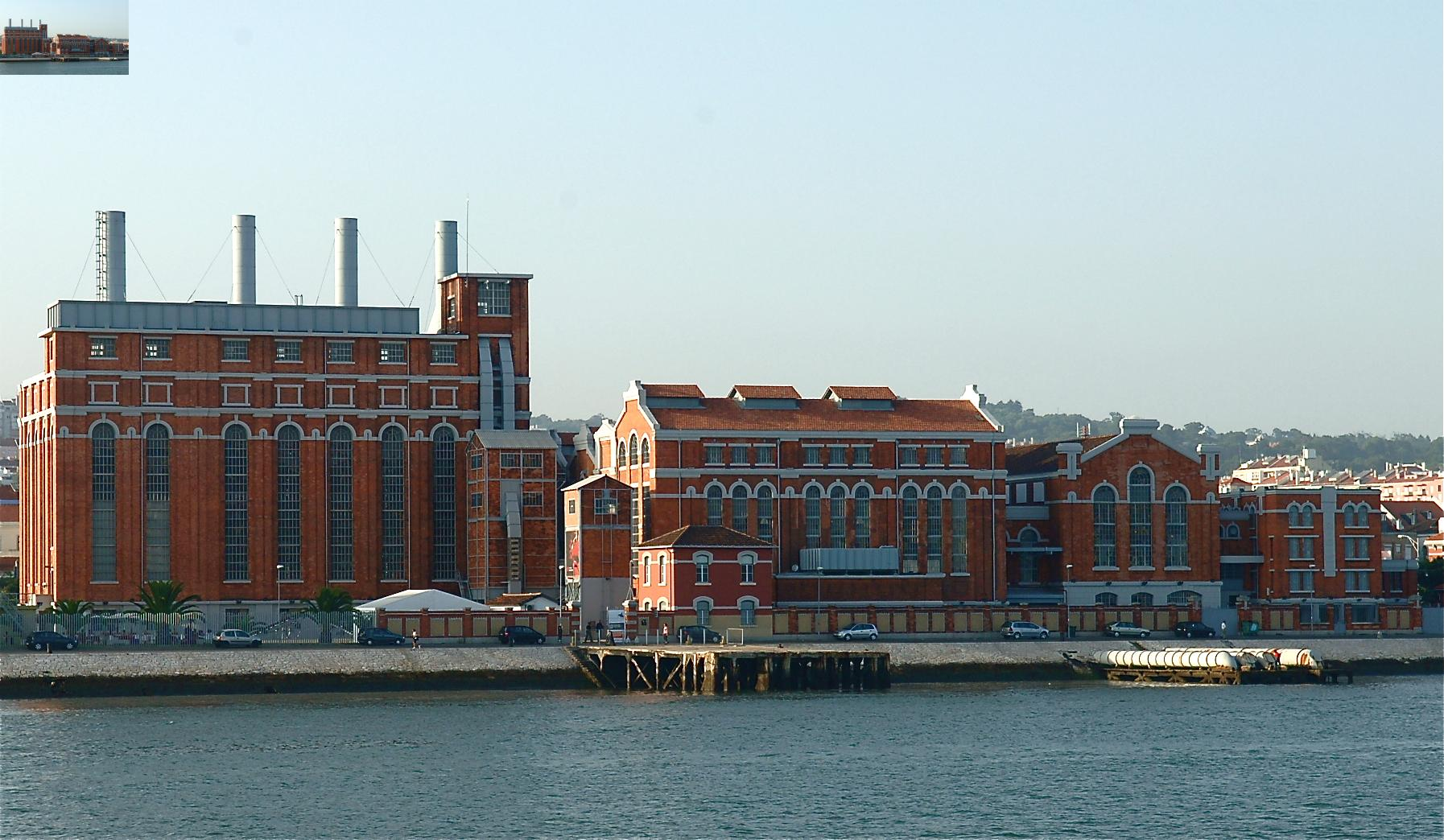
La antigua central a orillas del Tajo

Las naves de baja presión comenzaron a construirse en 1914 y finalizaron en 1930 teniendo tres fases constructivas de gran importancia. La primera (de 1914 a 1921) abraza la construcción de tres naves industriales para las calderas, la sala de máquinas para los alternadores y la subestación.
La segunda fase (de 1924 a 1928) corresponde a la primera ampliación de la sala de las calderas con una nueva nave longitudinal, además de la adquisición de un nuevo grupo generador y la construcción de un distribuidor de carbón y de los muelles para los canales del circuito de refrigeración.
Finalmente, en la tercera fase (de 1928 a 1930) se produce la última ampliación de la sala de calderas, con una nueva nave industrial de mayores proporciones que las anteriores, y de la sala de máquinas.
Así, una vez estaban todos los equipamientos instalados en esta fase de baja presión, la sala de las calderas de la central constaba de once calderas de baja presión, diez de ellas marca Babcock & Wilcox y una marca Humboldt; la sala de máquinas, por su parte, constaba de cinco grupos generadores de diversas potencias y marcas: Escher & Wiss, AEG (dos grupos), Stal-Asea y Escher Wiss/Thompson.

### Fase de Alta presión
Tras el aumento de potencia de los dos turboalternadores AEG en 1934, fue necesaria la instalación de nuevas calderas que funcionasen en alta presión. El enclave se situó en el solar que ocupó la primitiva Central Tejo, la cual fue demolida en 1938 para la construcción de este nuevo edificio de calderas de alta presión, el más monumental del conjunto. Su interior albergaba tres grandes calderas de alta presión marca Babcock & Wilcox, las cuales comenzaron a funcionar en 1941.
Con la destrucción de la primitiva central, hubo de buscar un nuevo edificio para albergar los almacenes y talleres; éste se situó en el lado de levante del conjunto de la central, en los edificios de la antigua refinería de azúcar Senna Sugar Estates, Ltd. propiedad de la Companhia de Açúcar de Moçambique, comprados por las CRGE. A su vez, fue necesario crear una sala de auxiliares, para depuración de las aguas, la cual fue instalada en el interior del edificio de calderas de baja presión, desmantelando las dos primeras calderas.
En 1950 el edificio de calderas de alta presión fue ampliada con una caldera más. Entró en servicio al año siguiente y fue la última ampliación de la central.

### La Integración en la Red Eléctrica Nacional
Con la entrada en vigor de la Ley de Electrificación Nacional en 1944, la cual daba prioridad absoluta a la producción con energía hidráulica, la Central Tejo pasó a un segundo plano en el sector eléctrico debido a la construcción de la primera gran central hidroeléctrica incluida en la ley, la central de Castelo do Bode, la cual comenzó a funcionar en 1951 derogando a la Central Tejo como central de reserva.
No obstante, siguió funcionando ininterrumpidamente entre 1951 y 1968, exceptuando el 1961. En 1972, tras un atentado contra el régimen de Salazar sobre las líneas de alta tensión que abastecían Lisboa, la central fue nuevamente puesta en marcha produciendo electricidad por última vez en su historia. Su cierre oficial aconteció en 1975.

### La Central Tejo como Museo de la Electricidad

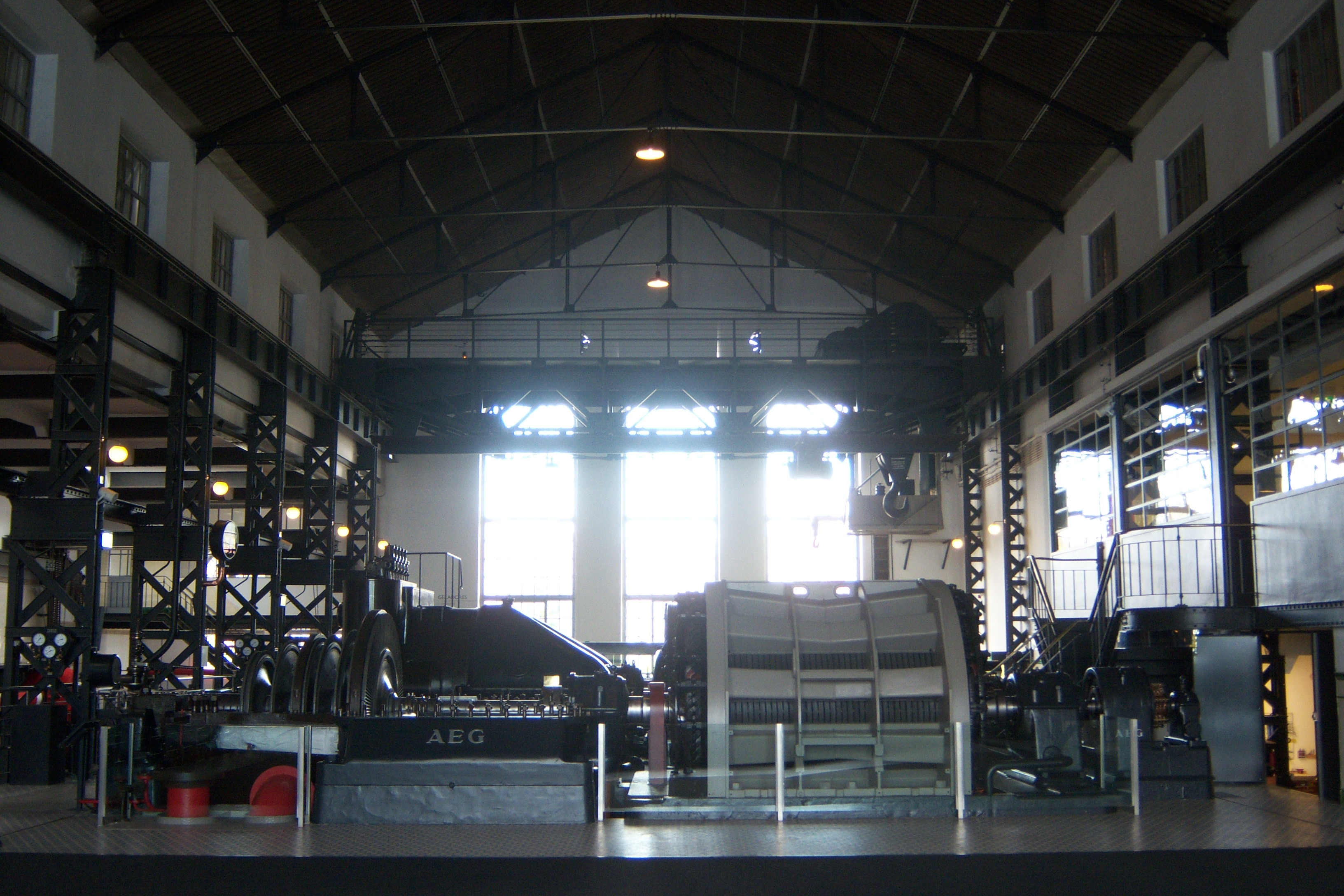
Sala polivalente para conferencias y conciertos

Tras su cierre y la nacionalización del sector eléctrico en 1975, se decidió dar una nueva vida a esta antigua central termoeléctrica reabriéndola con fines culturales. En 1986 se puso en marcha el equipo fundacional del futuro museo y en 1990 abrió sus puertas al público.
Entre 2001 y 2005 el museo sufrió una restauración de todo el conjunto arquitectónico y del discurso museográfico. Finalmente, en 2006 el museo reabrió sus puertas con un nuevo tipo de museología, mucho más pedagógica y dinámica. Además de la visita a las instalaciones, existen varias salas para exposiciones temporales (sin relación con la industria) y un espacio auditorio para música en vivo.

## Conjunto arquitectónico
El conjunto arquitectónico de la Central Tejo, después de las sucesivas transformaciones y ampliaciones al largo de los años, responde a un gran conjunto fabril de la primera mitad de siglo XX con un estado perfecto de conservación.
Todo el conjunto se encuentra en perfecta armonía estética gracias a la utilización del ladrillo en todos sus cuerpos sobre una estructura de hierro. No obstante, existen diferencias estilísticas entre las naves de Bajas Presión y el edificio de Alta Presión ya que los primeros muestran un estilo modernista y, el segundo, clasicista.

## Funcionamiento de la central
El funcionamiento de una central termoeléctrica viene a resumirse en: quema de combustible para producir vapor y, éste a su vez, hacer girar un alternador para generar energía eléctrica. Eso sí, la sencillez estriba en la teoría ya que en la práctica es necesario un gran complejo de máquinas y circuitos para hacerlo posible.
En la Central Tejo el combustible principal fue el carbón, el cual llegaba por el río y era descargado en la plaza homónima para, posteriormente, ser enviado al triturador y a los silos mezcladores. De allí, se conducía a la cinta de distribución de carbón donde caía sobre el tapete rotativo de rejilla, situado en el interior de la caldera, donde empezaba a quemarse produciendo una temperatura de unos 1.200 °C.
Esta temperatura transformaba en vapor el agua que discurría por los tubos interiores de la caldera y que, posteriormente, era conducido para los turboalternadores. El agua utilizada formaba parte de un circuito cerrado y era químicamente pura, habiéndole de realizar un proceso de depuración y filtraje para que no deteriorase los equipamientos de la propia central.
Siendo así, el vapor avanzaba a gran presión (38 kg/cm²) hacia los grupos generadores, los cuales transformaban la energía térmica del vapor en energía mecánica a través de la turbina y, ésta, en energía eléctrica a la salida del alternador, produciendo una corriente trifásica de 10.500 V con una frecuencia de 50 ciclos por segundo, que era conducida a la subestación de la central y, de allí, a la distribución para los consumidores.
Por su parte el vapor, después de realizar su función de mover las aspas de la turbina, iba hacia los condensadores donde se transformaba nuevamente en agua para volverla a utilizar en las calderas; el vapor entraba en el condensador y, por contacto con las paredes y tubos interiores refrigerados por el agua del río Tajo, volvía a un estado líquido. Por esa razón, el agua del río nunca entraba en contacto con el agua pura de la central. Del condensador, el agua era aspirada por bombas para enviarla de nuevo a la caldera y, así, cerrar el ciclo.

## Vida obrera
El funcionamiento de la central no sería posible sin las personas que allí trabajaron durante generaciones. Para ello, fue necesaria una estricta división de trabajo y un sistema por turnos para conseguir que la central produjese ininterrumpidamente las veinticuatro horas del día.
Los cerca de quinientos operarios que trabajan durante el día y la noche, se distribuían en más de cuarenta y cinco funciones diferentes. En ellas se encontraban desde los descargadores del carbón, hasta los técnicos e ingenieros más especializados, pasando por los trabajadores de las calderas, los talleres de carpintería y forja, etc.
Sin duda alguna, los trabajos más duros eran los realizados cerca y debajo de las calderas, teniendo que soportar temperaturas ambiente extremas acentuadas por la cercanía a la quema del carbón, así como el polvo provocado por la combustión y los ruidos ensordecedores durante toda la jornada laboral. Así mismo, también era en la sala de las calderas donde más trabajadores y especialidades había de toda la central encontrándose el jefe y subjefe foguero, los fogueros, los chegadores y los recogedores de ceniza, todos en unas condiciones de trabajo muy duras, sobre todo estos últimos.

## Valor Patrimonial

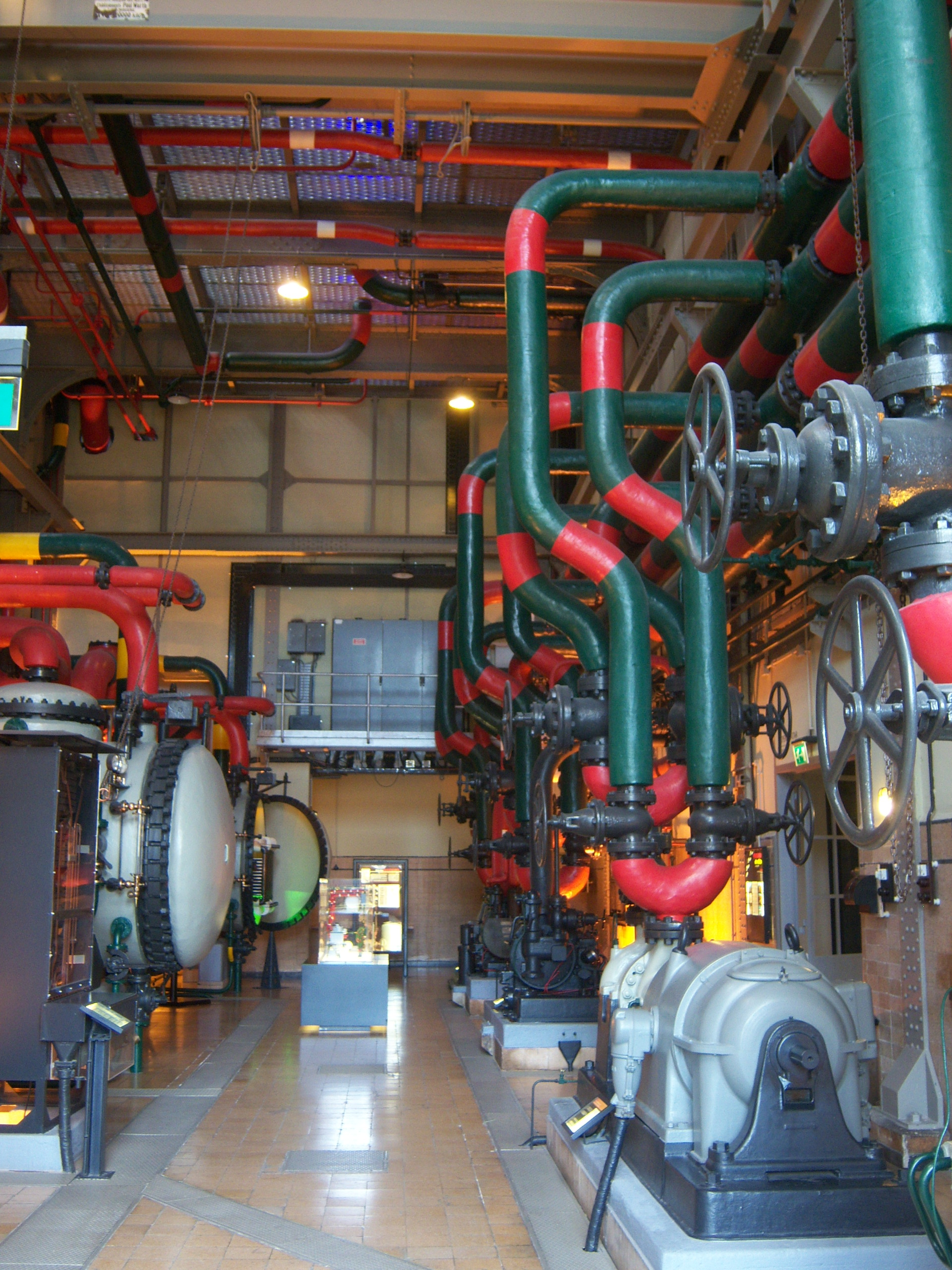
Tanto el exterior como el interior de la Central Tejo tiene una gran importancia patrimonial. En la Sala de Aguas hay depuradoras o bombas de los años '40.

Como ya se ha comentado en diversos momentos anteriores, la Central Tejo tiene un gran valor patrimonial, y no sólo en aspectos arquitectónicos o arqueológicos, sino también en aspectos históricos, sociales, antropológicos o económicos.
El patrimonio que dejó al largo del tiempo la productividad de la central es innegable. Fue la gran central de Lisboa y Portugal hasta mediados de siglo XX. Su abanico de acción llegaba a toda la ciudad y la región del valle del Tajo, abasteciendo de iluminación las calles y las viviendas, y aportando energía a las fábricas. Sin ella, la historia de Lisboa hubiera sido diferente; fue la cara no visible de la expansión y crecimiento de la ciudad de siglo XX, los cimientos de la industrialización regional y de la primera línea de ferrocarril electrificada del país (Lisboa-Cascaes).
Al mismo tiempo, la Central Tejo fue determinante para la modernidad de Lisboa; diversas generaciones han sufrido, trabajado y muerto bajo aquellas calderas para que otros pudieran encender las luces de su vivienda, hacer un paseo nocturnal bajo la luz artificial o transportarse tranquilamente sentado mientras un tranvía subía por una cuesta infernal de Lisboa.
Además, ya dentro del perímetro de la propia Central, los vienen muebles e inmuebles que se mantienen hace que esta central termoeléctrica haya sobrevivido a la desindustrialización del barrio de Belém siendo un ejemplo único en Portugal y, quizás, también en Europa.
- Bienes Inmuebles: el conjunto fabril de la Central Tejo (Imóvel de Interesse Público desde 1986), con los cuerpos de baja presión y sala de máquinas (1914-1930), los de alta presión y sala de agua (1938-1951) y los diversos talleres de la central, cuyo conjunto de edificios (pertenecientes a la antigua refinería de azúcar, datados de finales de siglo XIX principios del XX), hoy son el Centro de Documentación y el Depósito del Museo.

- Bienes Muebles. Situados en el actual museo: cuatro calderas de alta presión marca Babcock & Wilcox de 1941 y 1951 y dos turboalternadores marca AEG de 1942 con sus respectivos condensadores. Además, también hay refrigeradores o disyuntores en la sala de máquinas, depuradoras, filtros, electrobombas o destiladoras en la sala de aguas, todos de la década de los años ’40; norias elevadoras de carbón, vagonetas, silos, material de carpintería y forja, etc. Situados en depósito y el jardín: grupos generadores de otras centrales eléctricas, reguladores de velocidad, válvulas, elementos de iluminación pública de Lisboa, electrodomésticos de todas las épocas y clases, etc.